# Ortodoksja
Ortodoksja (j. grecki: ὀρθός orthós – słuszny, δόξα dóxa – wiara, chwała/sława) – ścisła wierność doktrynie, dogmatowi, zwłaszcza religijnemu. Współcześnie jest tożsama rygorystycznemu przestrzeganiu jakiegoś zbioru zasad. 
Platon za swym mistrzem, Sokratesem, uważał (w „Państwie”), że ludzie mogą „myśleć” lub „mniemać”. „Myślenie” to domena wiedzy (episteme), zaś domeną wiary (pistis) jest „mniemanie” (wyraz doxa ma podwójne znaczenie w j. greckim: „mniemanie” bądź „sława”). Dla antycznych filozofów „mniemanie” mogło prowadzić od prawdziwych przesłanek do prawdziwych wniosków, ale nie pozostawiało pewności co do tego, czy tak jest w istocie. Tylko „myślenie”, przebiegające wedle praw „logiki”, tj. nauki o prawach poprawnego rozumowania, gwarantowało taki skutek. 

## Chrześcijaństwo
„Orto-doksja” dosłownie oznacza „prawo-sławie”. Stąd przyjęło się to określenie używać w odniesieniu do wschodniobizantyjskiego chrześcijaństwa, zarówno we wschodniej, jak i w zachodniej części cesarstwa rzymskiego już od II w. n.e.
Sam termin „ortodoksyjny” w chrześcijaństwie oznaczać może:
- ortodoksyjne nieefeskie i przedchalcedońskie kościoły orientalne zwane (niesłusznie) monofizyckimi i nestoriańskimi tradycyjnie zwane ortodoksyjnymi i już od piątego wieku naszej ery przechowujące często wiele lub niektóre tradycje żydowsko-chrześcijańskie
- prawosławie – ortodoksję normatywną, prawidłową, prawowierną zwaną także apostolską  ze względu na tradycyjnie używane językowo-literalne znaczenie, do lat 1052/1053 była ona w jednym sojuszu z katolicyzmem łacińskim
- główny nurt w obrębie danego wyznania chrześcijańskiego (katolicyzm, prawosławie, protestantyzm) przykładem ortodoksji w obrębie np. luteranizmu mogą być Kościół Luterański Synodu Missouri i Kościół Ewangelicko-Augsburski w RP)
- społeczność w danym Kościele chrześcijańskim, wyznająca ściśle zasady wiary tego Kościoła

## Judaizm
W początkach wieku XIX niektórzy Żydzi, głównie w Niemczech, rozpoczęli reformowanie judaizmu, zrywając z tradycją i starając się pogodzić religię z optymizmem Oświecenia i jego racjonalizmem. Ci Żydzi, którzy przeciwstawili się takim zmianom, stali się pierwszymi Żydami ortodoksyjnymi. Do dziś ortodoksyjny nurt judaizmu nie akceptuje daleko sięgających zmian, wychodząc z założenia, że Tora została dana Mojżeszowi i Żydom na górze Synaj przez Boga, a więc żadne prawo nie może zostać z niej ani usunięte, ani pominięte, ani zmienione.